# Roselia
Roselia ist eine fiktive Rockband aus dem BanG-Dream!-Universum. Die Mitglieder der im Jahr 2016 ins Leben gerufenen Musikgruppe verkörpern die Charaktere aus der Animeserie und dem Handyspiel. Außerdem spielen sie die Instrumente ihres jeweiligen Charakters aus dem Franchise bei Live-Auftritten.
Roselia besteht aus Aina Aiba, die die Sängerin Yukina Minato verkörpert, Haruka Kudō als Gitarristin Sayo Hikawa, Megu Sakuragawa, welche Schlagzeugerin Ako Udagawa ihre Stimme leiht, Kanon Shizaki als Keyboarderin Rinko Shirogane und Yuki Nakashima, welche Bassistin Lisa Imai spricht. Frühere Mitglieder sind Yurika Endō und Satomi Akesaka, die bis 2018 Lisa Imai bzw. Rinko Shirogane verkörperten.
Nach Poppin’Party ist Roselia die zweite von sechs Gruppen, die ihre Musik live auf Konzerte spielen. Insgesamt hat BanG Dream! sieben Gruppen innerhalb des Franchise-Universums.

## Geschichte
Roselia traten erstmals im September des Jahres 2016 im Rahmen der Tokyo Game Show ans Licht um Werbung für die Veröffentlichung des Rhythmus-Handyspiel BanG Dream! Girls Band Party! zu betreiben. Die Gruppe, die als Special Guest in der Sendung auftrat bestand zunächst aus den fünf Synchronsprecherinnen Aina Aiba (Yukina), Haruka Kudō (Sayo), Yurika Endō (Lisa), Megu Sakuragawa (Ako) und Satomi Akesaka (Rinko). Zu diesem Zeitpunkt war Roselia neben Poppin’Party eine von zwei Gruppen des Franchise, dessen Mitglieder Synchronsprecherinnen sind, die die Instrumente ihrer Charaktere auf Konzerten selbst spielen können.
Das erste Live-Konzert gab die Band im Rahmen der ausverkauften BanGDream! 3rd☆LIVE Sparklin’ PARTY 2017! in der Tokyo Dome City Hall im Februar 2017, bei der die Band, als geheimer Gast, drei Lieder spielte – darunter zwei Anime-Openings von Neon Genesis Evangelion: Death & Rebirth und Steins;Gate sowie ein Originalstück namens Black Shout. Laut Yurika Endō arbeiteten die Musikerinnen ein knappes halbes Jahr auf diesen Auftritt hin. Am 19. April 2017 erschien mit Black Shout die Debüt-Single von Roselia, die als Bonuslied das Stück Louder aufweist. Diese stieg in den Oricon-Singlecharts auf Anhieb auf Platz 7 ein und verblieb insgesamt 31 Wochen in den Charts. Elf Tage nach Herausgabe ihrer ersten Single spielte die Gruppe auf dem Jubiläumskonzert zum zehnjährigen Bestehen des Unternehmens Bushiroad in der Yokohama Arena, wo die Gruppe mit Re:birth Day ihr zweites eigenes Lied live spielte. Diese wurde am 28. Juni als zweite Single veröffentlicht und stieg ebenfalls in den japanischen Singlecharts ein.
Ihr erstes eigenes Konzert spielten Roselia am 30. Juni 2017 beim Shibuya Duo Music Exchange. Aufgrund der überaus positiven Resonanz wurde einen Monat darauf ein weiteres Event unter diesem Namen abgehalten, dieses Mal im größeren Ariake Coliseum. Im August gleichen Jahres trat die Gruppe erstmals auf dem Anison-Festival Animelo Summer Live auf. Im gleichen Monat erschien die dritte Single Nesshoku Starmine, dessen Bonuslied Heroic Advent als Titelmusik für die Animeserie Cardfight!! Vanguard G: Z genutzt wurde. Ihr zweites Live-Konzert Zeit ging am 8. Oktober 2017 in der Makuhari Messe über die Bühne. Am 18. Oktober startete eine Internetradio-Sendung namens Radio Shout!, die von Haruka Kudō und Megu Sakuragawa moderiert wurde. Mit Oneness wurde Ende November noch eine vierte Single auf den Markt gebracht.
Im September 2017 waren Aiba und Kudō zu Gast auf der von Bushiroad veranstalteten CharaExpo in Singapur, wo sie an einer Gesprächsrunde teilnahmen. In den Jahren 2018 und 2019 spielte die Band auf der CharaExpo USA in Anaheim, Kalifornien, was die ersten Konzerte der Band außerhalb Japans waren. Aina Aiba war 2018 zu Gast auf der Anime Expo in Los Angeles und 2019 auf dem Madman Anime Festival in Melbourne, Australien.
Die Anime-Fernsehserie zum Franchise startete im Jahr 2017 in der Roselia ihren ersten kurzen Charakter-Auftritt hatten. Als das Animationsstudio Sanzigen für die Produktion der zweiten Anime-Staffel vorgestellt wurde, produzierte das Studio ein animiertes Musikvideo zum Lied Neo-Aspect der Band. Außerdem steuerte die Band mit Brave Jewel und Safe and Sound sowohl das Vor- als auch das Abspannlied bei. Mit BanG Dream! Episode of Roselia, untertitelt mit Yakusoku und Song I Am wurde ein zweiteiliger Kinofilm für 2021 angekündigt, welcher sich mit der Band beschäftigt.
Im Mai 2018 erschien mit Anfang das Debütalbum Roselias, dass sich auf Anhieb auf Platz zwei der japanischen Albumcharts positionieren konnte und insgesamt 42 Wochen lang gelistet wurde. Das Album verkaufte sich innerhalb der ersten Verkaufswoche auf physischer Ebene rund 25.000 mal. Bis zum 31. Dezember 2018 erreichte das Album eine verkaufte Auflage von 45.200 Einheiten. Im gleichen Jahr erschienen zudem drei weitere Single-Auskopplungen. Außerdem steuerte Roselia mit Legendary den Vorspanntitel zum Anime Cardfight!! Vanguard bei. Mitte des Jahres 2018 verließen Endō und Akesaka das Musikprojekt und wurden durch Yuki Nakashima und Kanon Shizaki ersetzt. Während Endō aus der Unterhaltungsbranche ausstieg, musste Akesaka aufgrund Gehörverlust ihre Tätigkeit als Musikerin aufgeben.
Im Februar 2019 veröffentlichte die Gruppe mit Safe and Sound ihre nunmehr achte Single, sich die gemeinsam mit fünf weiteren Singles aus dem Franchise in den Top Ten der japanischen Singlecharts positionieren konnte, wobei Safe and Sound auf Platz drei die höchste Chartposition der sechs BanG-Dream!-Single erreichte. Im Juli erschien die neunte Single Fire Bird. Das japanische Musikdownload-Portal mora veröffentlichte Ende 2019 eine Liste mit den meist heruntergeladenen Stücken des vergangenen Jahres. Roselia erreichten mit drei Stücken die Top Ten dieser Auflistung.
Im August 2019 spielte die Gruppe zum zweiten Mal auf dem Animelo Summer Live, und sangen dort gemeinsam mit Konomi Suzuki eine Coverversion ihres Liedes This Game. Weitere Konzerte des Jahres waren Flamme/Wasser, dass erste zweitägige Open-Air-Konzert der Gruppe, welches im Fuji-Q Highland Forest absolviert wurde, sowie das gemeinsame Konzert Rausch/Craziness mit RAISE A SUILEN – ebenfalls eine Live-Band aus dem BanG-Dream!-Franchise – in der Makuhari Messe Ende November. Rausch/Craziness erfuhr im Februar 2020 ein zweites Konzert, dieses Mal in der Musashino Forest Sport Plaza. Aufgrund der Coronavirus-Pandemie in Japan wurden zahlreiche große Musik- und Entertainment-Events auf unbestimmte Zeit abgesagt, darunter auch Veranstaltungen für das BanG-Dream!-Franchise.
Im Januar 2020 erschien mit Yakusoku die zehnte Single der Gruppe. Am 7. März 2020 gewann Roselia einen Preis bei den Seiyū Awards, die bereits zum vierzehnten mal vergeben wurden, den Singing Award. Für den 15. Juli 2020 wurde die Veröffentlichung des zweiten Albums Wahl angekündigt. Gemeinsam mit RAISE A SUILEN und Poppin’Party traten Roselia auf dem Songs of Tokyo Festival auf, welches am 10. und 11. Oktober 2020 im Studiogebäude des japanischen Fernsehsenders NHK World-Japan aufgezeichnet und am 25. Oktober gleichen Jahres im Fernsehen gezeigt wurde.
Die elfte Single ZEAL of Proud wurde für eine Veröffentlichung am 20. Januar 2021 angekündigt.

## Mitglieder
aktuell
- Aina Aiba (Yukina Minato, Gesang, seit 2016): Als Aiba dem BanG-Dream!-Franchise beitrat, hatte sie die wenigste musikalische Erfahrung.[44] Anfangs war Aiba vorsichtig, die Rolle der stoischen Yukina einzunehmen, da sie selbst eine sehr aktive Persönlichkeit habe. Allerdings hat sie sich zwischenzeitlich der Rolle anpassen können. In einem Interview mit dem japanischen Famitsu sagte Aiba, dass sie versuche „ihre geheimen Gefühle mit kleiner Stimme und Mimi auszudrücken“, da Yukina ihre Emotionen bei Auftritten ihrer Band zurückhält.[45]
- Haruka Kudō (Sayo Hikawa, E-Gitarre, seit 2016): Kudō lernte auf der Oberschule Gitarre zu spielen, obwohl sie ihr Bühnendebüt als Sängerin geben wollte. Ihre Live-Auftritte als Teil von Roselia bot ihr auch Möglichkeiten als Backgroundsängerin tätig zu sein.[46] Bei Konzerten spielt sie auf einer ESP M-II.[8]
- Yuki Nakashima (Lisa Imai, E-Bass, seit 2018): Nakashima wurde offiziell als das „sechste Mitglied von Roselia“ beschrieben und gab ihr Konzertdebüt auf dem BanG Dream! 5th☆Live.[47] Ihr erster Einsatz als Synchronsprecherin für Lisa Imai fand im Rahmen der Musikvideo-Produktion zu Neo-Aspect statt.[48]
- Megu Sakuragawa (Ako Udagawa, Schlagzeug, seit 2016): Sakuragawa lernte das Schlagzeugspielen an der Mittelschule, hatte aber vor ihrem Einstieg bei Roselia keinen Kontakt zu härteren Rockmusik.[4]
- Kanon Shizaki (Rinko Shirogane, Keyboard, seit 2018): Am 7. November 2018 wurde Kanon Shizaki als neue Keyboarderin bei Roselia vorgestellt, die ihre Rolle der Rinko Shirogane auch in der Animeserie und im Handyspiel verkörpert.[29] Bevor sie dem BanG-Dream!-Franchise beitrat, hatte sie bereits zwölf Jahre lang Piano gespielt.[49]

ehemalig
- Satomi Akesaka (Rinko Shirogane, Keyboard, 2016–2018): Akesaka lernte seit ihrer Kindheit Klavier zu spielen, hörte jedoch als Teenagerin damit auf.[4] Im August des Jahres 2018 wurde angekündigt, dass sie die Band aufgrund gesundheitlicher Probleme verlassen werde, nachdem bei ihr eine Schwerhörigkeit festgestellt wurde. Sie hatte während ihrer Bandaktivität zwei Mal einen zwischenzeitlichen Hörverlust erlitten.[31] Ihr letzter Auftritt war auf einem Fantreffen im September 2018.[50]
- Yurika Endō (Lisa Imai, E-Bass, 2016–2018): Endō spielte bereits vor ihrem Einstieg bei Roselia E-Bass.[15] Im Dezember 2017 gab sie aus gesundheitlichen Gründen ihren Rücktritt aus der Unterhaltungsbranche bekannt.[51] Ihr letztes Konzert mit Roselia war auf dem BanG Dream! 5th☆Live.[28]

## Roselia innerhalb des BanG-Dream!-Universums
- → Hauptartikel: Figuren aus BanG Dream!#Roselia

Der Prämisse des Franchises, dass Synchronsprecherinnen ihre eigene Musik live aufführen, anhaftend porträtieren die Mitglieder der Band Charaktere aus der Anime-Fernsehserie und dem Handyspiel BanG Dream! Girls Band Party!. In einem Interview mit dem japanischen Ableger des US-amerikanischen Billboard-Musikmagazins erklärten Haruka Kudō und Megu Sakuragawa, dass es sich bei Roselia um eine Synchronsprecher-Band handele die dabei helfen konnte, dass Interesse innerhalb ihrer Zuhörerschaft für das Spiel und die Animeserie zu steigern. Roselia ist eine von inzwischen zwischen vier Bands neben Poppin’Party, RAISE A SUILEN und Morfonica, die ihre eigenen Stücke live aufführen.
Im Anime und im Videospiel ist Roselia eine populäre Band, angeführt von Sängerin Yukina Minato. Durch ihre musikalischen Fähigkeiten hat die Musikindustrie Interesse an ihr und die Band gefunden. Roselia wird als eine 
bekannte „Gothic-J-Rock-Band“ beschrieben. Der Stil nutzt Elemente des Symphonic Metal, deren Auftritte an Visual Kei mit dementsprechender Kostümierung angelehnt sind und beeindruckende Visuals aufweisen. Der Bandname ist eine Wortkombination aus Rose und Kamelien.
Ein Manga von Pepako Dokuta, der sich mit der Band auseinandersetzt, erschien unter dem Namen BanG Dream! Girls Band Party! Roselia Stage von Februar 2017 bis September gleichen Jahres im Online-Mangamagazin Gardo Comics des Verlages Overlap. Dieser wurde von Tokyopop für eine englischsprachige Veröffentlichung in Nordamerika lizenziert.
Zwischenzeitlich wurde angekündigt, dass im Jahr 2021 zwei Kinofilme veröffentlicht werden, die sich mit der Gruppe auseinandersetzen. Die Filme namens BanG Dream! Episode of Roselia mit den Taglines Yakusoku und Song I am. – beides auch Songtitel der Gruppe – entstehen im Animationsstudio Sanzigen. Der erste Film, Yakusoku, wurde für den 23. April 2021 bestätigt.

## Auszeichnungen und Nominierungen
| Jahr | Auszeichnung | Kategorie     | für     | Resultat | Quellen |
| ---- | ------------ | ------------- | ------- | -------- | ------- |
| 2020 | Seiyū Awards | Singing Award | Roselia | Gewonnen | [ 41 ]  |